# San Pietro al Natisone

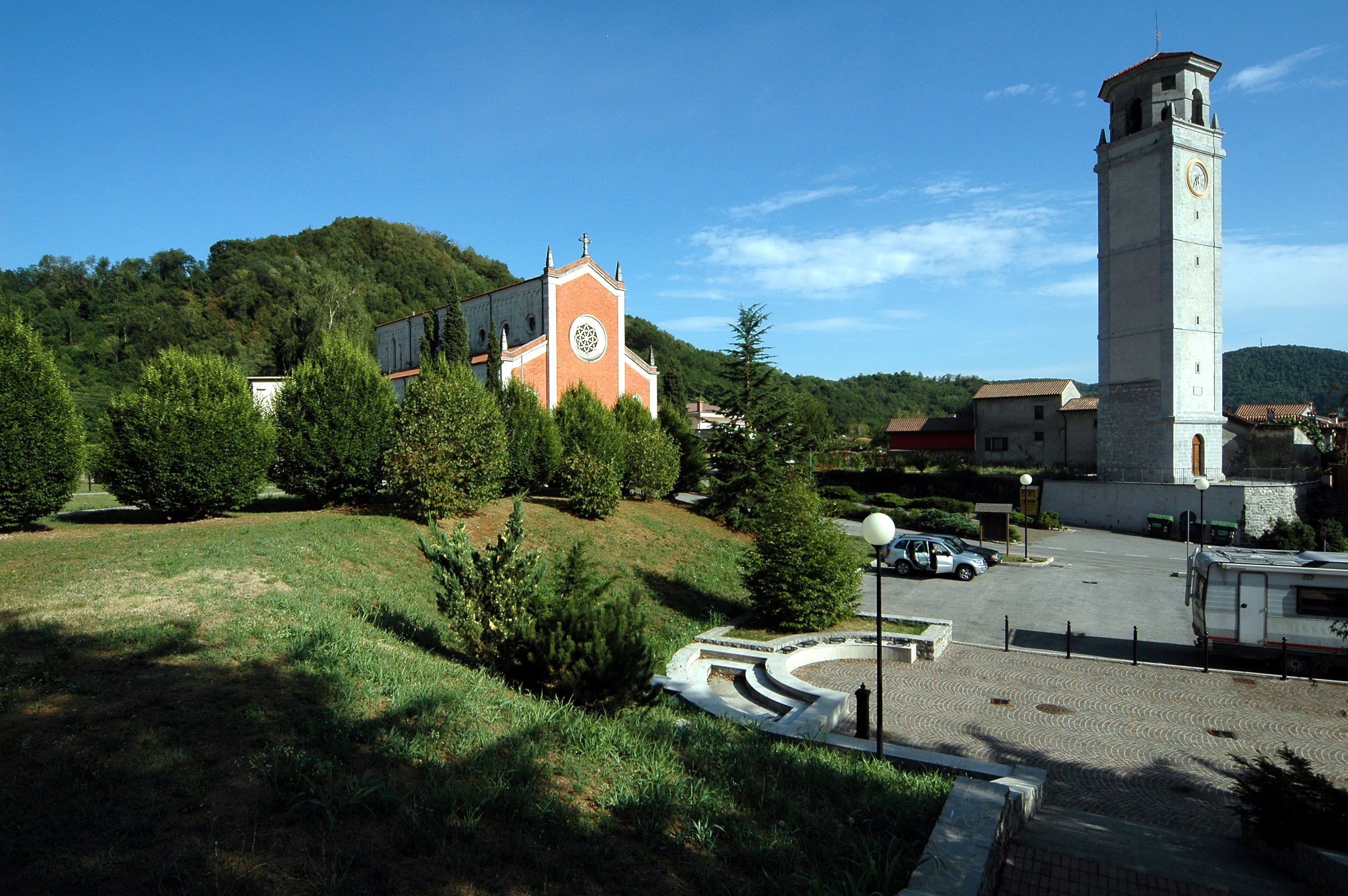
Kirche mit Turm in San Pietro al Natisone

San Pietro al Natisone (bis 1867 San Pietro degli Slavi, slowenisch Špietar) ist ein Ort mit 2084 Einwohnern (Stand 31. Dezember 2023) im nordostitalienischen Friaul (Region Friaul-Julisch Venetien).

## Allgemeines
San Pietro al Natisone liegt 25 Kilometer östlich von Udine unweit der Grenze zu Slowenien am Fluss Natisone und hat 2.156 Einwohner. Zu erreichen ist San Pietro al Natisone über die SS 54 von Udine über Cividale nach Kobarid (Slowenien).

## Geschichte
San Pietro al Natisone gehörte zunächst zum Reich Odoakers, dann zum Ostgotenreich und zu Byzanz, ehe es 568 von den Langobarden erobert wurde, die dort zeitweise ein eigenes Herzogtum errichteten. In dieser Zeit litt die Bevölkerung besonders, da die Stadt unmittelbar westlich des Birnbaumer Waldes lag, der als Gebirgspass in den Julischen Alpen das Einfallstor für die jeweils in Italien einfallenden Invasoren bildete. Kirchlich unterstand San Pietro al Natisone dem Patriarchat von Aquileia. Unter den Karolingern wurde es Teil der Mark Friaul, dann der Markgrafschaft Verona, gelangte dann unter die Landesherrschaft des Patriarchen von Aquileia, ehe es 1421 an Venedig fiel. Es folgte die Herrschaft der Habsburger (kurz von einem französischen Intermezzo unterbrochen) und 1866 die Eingliederung nach Italien.
Im Verlauf der Zwölften Isonzoschlacht vom 24.–27. Oktober 1917 stießen die Mittelmächte am 26. Oktober bereits in die Ebene von Friaul vor. Am Abend erreichten die deutschen und k.u.k. Truppen die Linie Prevala – Rombon – Kanin – Stolvizza – Nizki vrh – Passo di Tanamea – Monte Maggiore – Monte Cavallo – Platischi, Prosenico, Robedišče – Clenia – San Leonardo – San Giovanni – Zapotok. Auch Cividale konnte eingenommen werden.

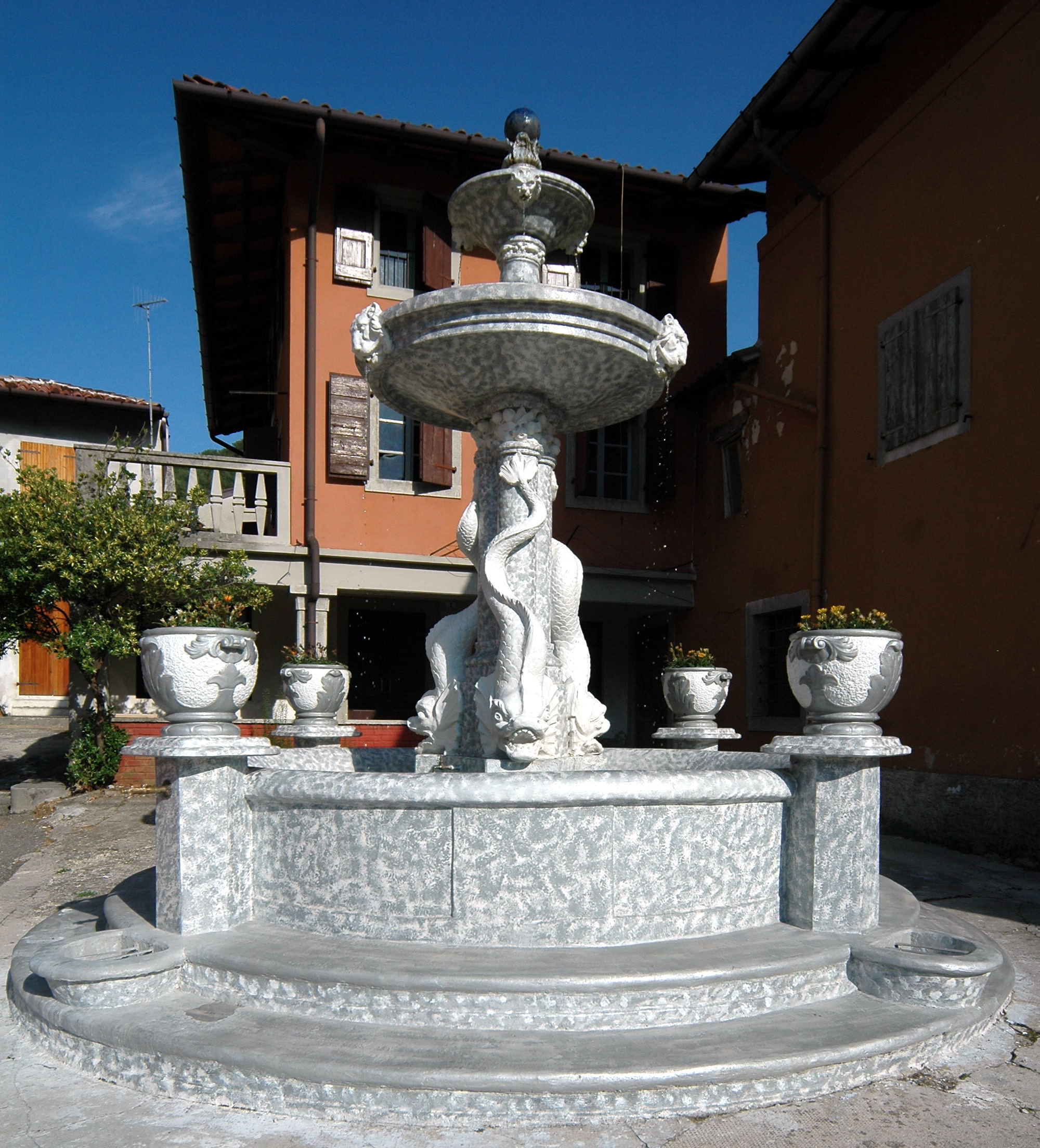
Brunnen
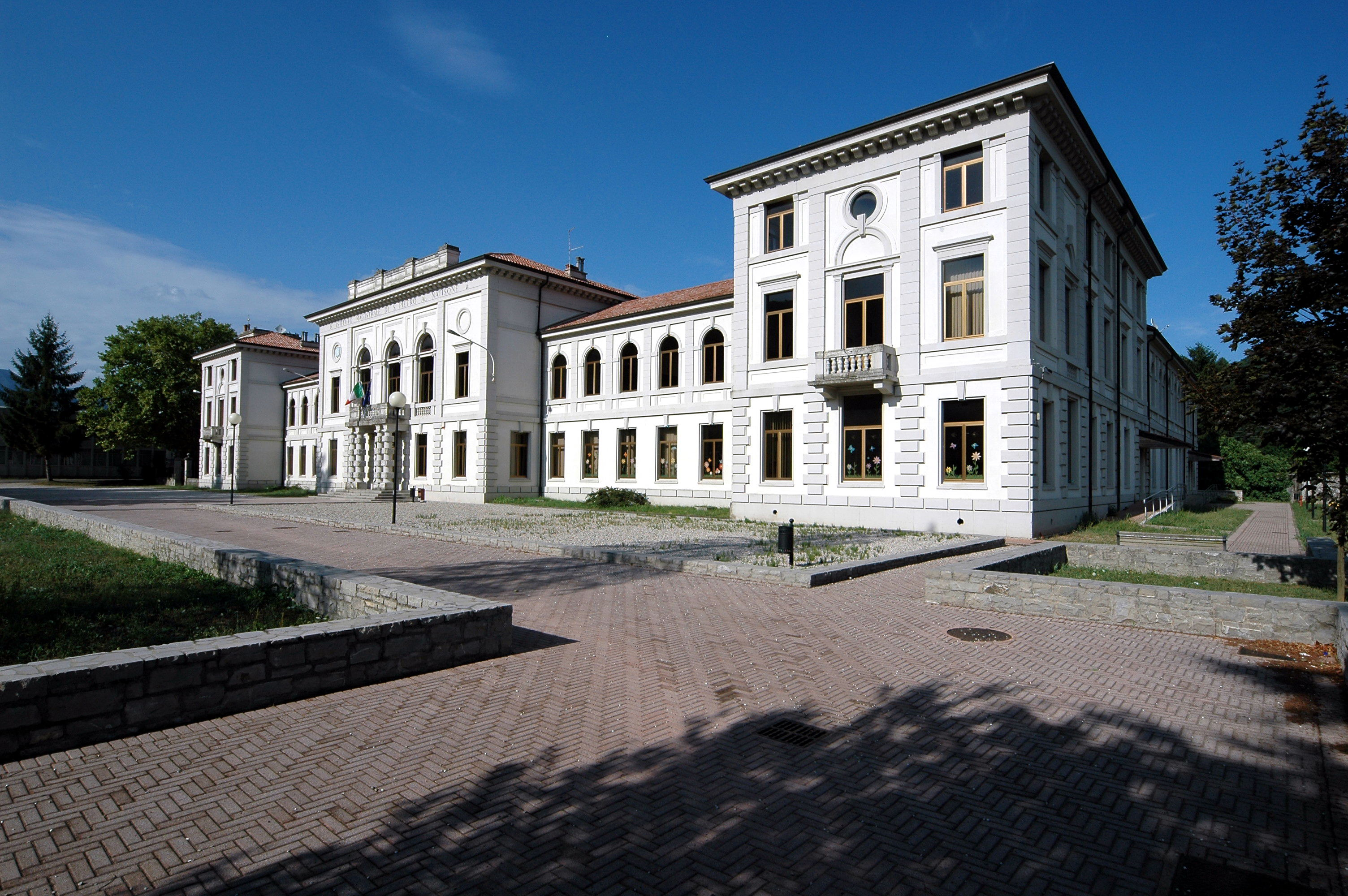
Istituto Magistrale
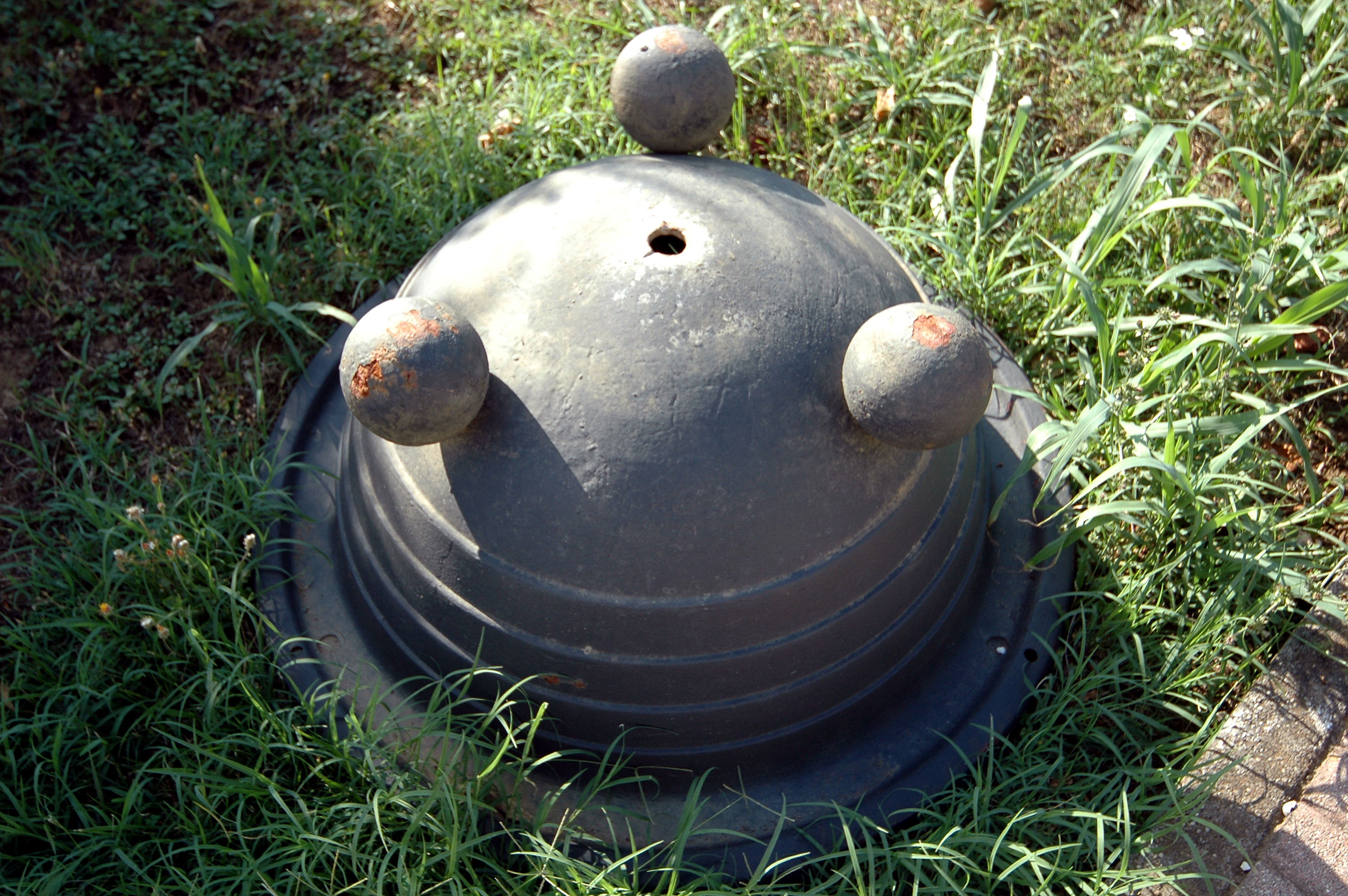
Die Heilige Drei

## Sakrale Bauwerke

### Kirche Sankt Peter
Die Kirche Sankt Peter gehört wahrscheinlich nicht zu den besonders wertvollen: modernes Bauwerk, von geringer architektonischer Bedeutung, zeichnet sich jedoch durch ihren schönen im Jahre 1761 vom Palmeser Carlo Picco geschaffenen Altar aus sowie durch den schönen Tabernakel des lombardischen Bildhauers G. A. Pilaconte (1500), besetzt mit Puttenköpfen und als Abschluss eine Pietà. Das Tabernakel stützt sich auf eine Basis mit Basrelieffiguren, die den Heiligen Georg und den Drachen darstellen, geschaffen von einem anonymen slowenischen Meister des 15. Jahrhunderts.

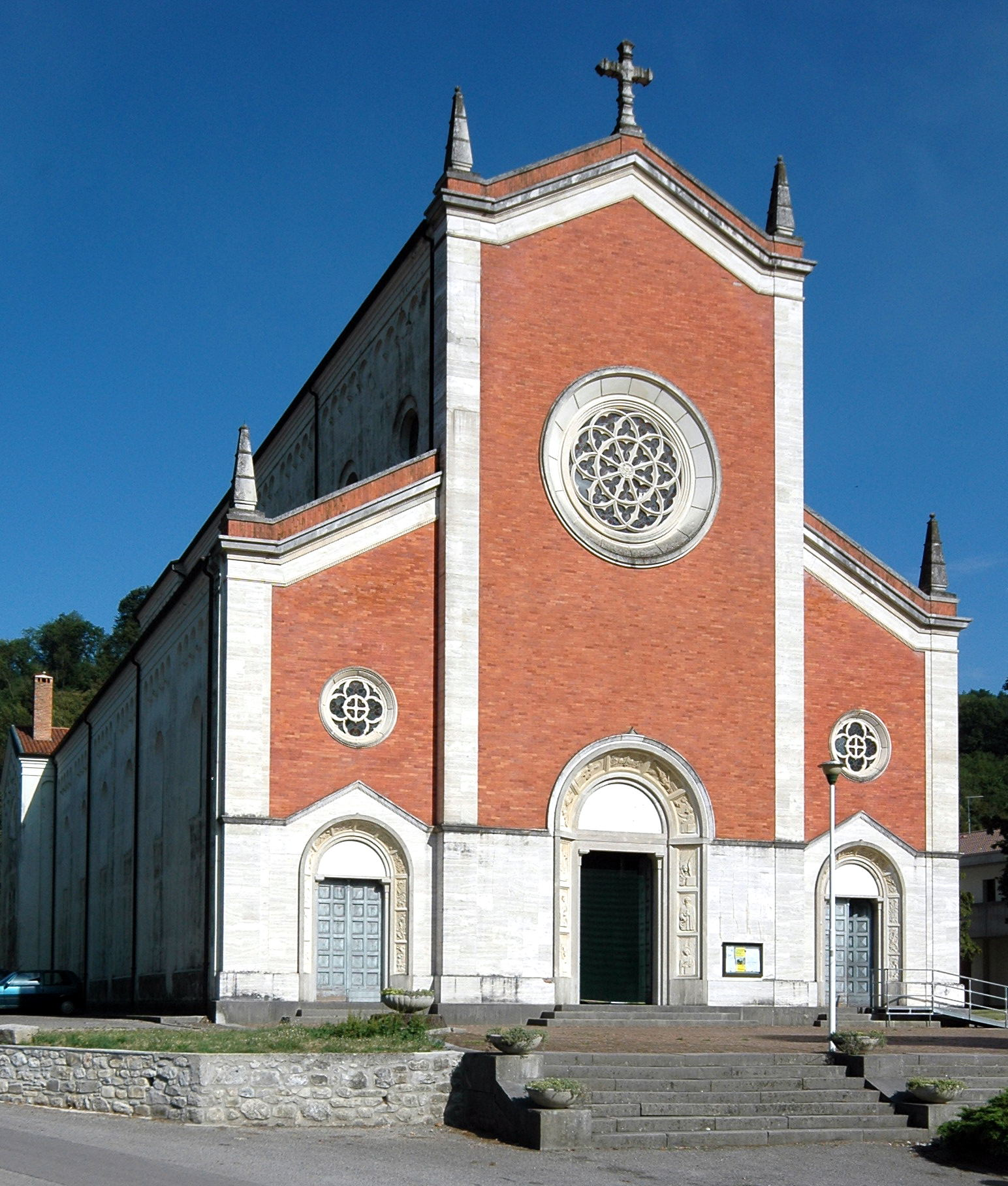
Westansicht des Kirchengebäudes
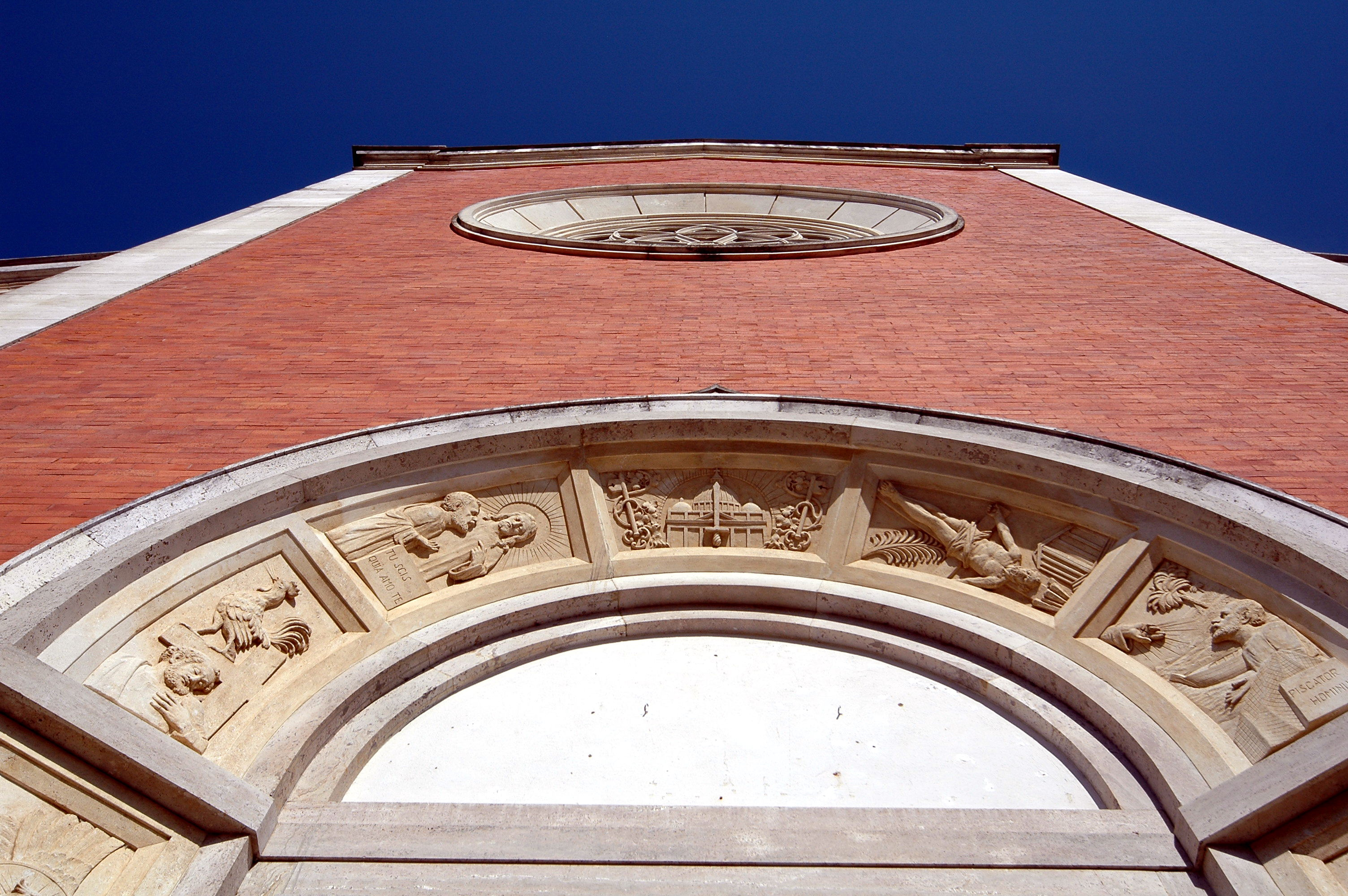
Kirchen-Westfront mit Portal
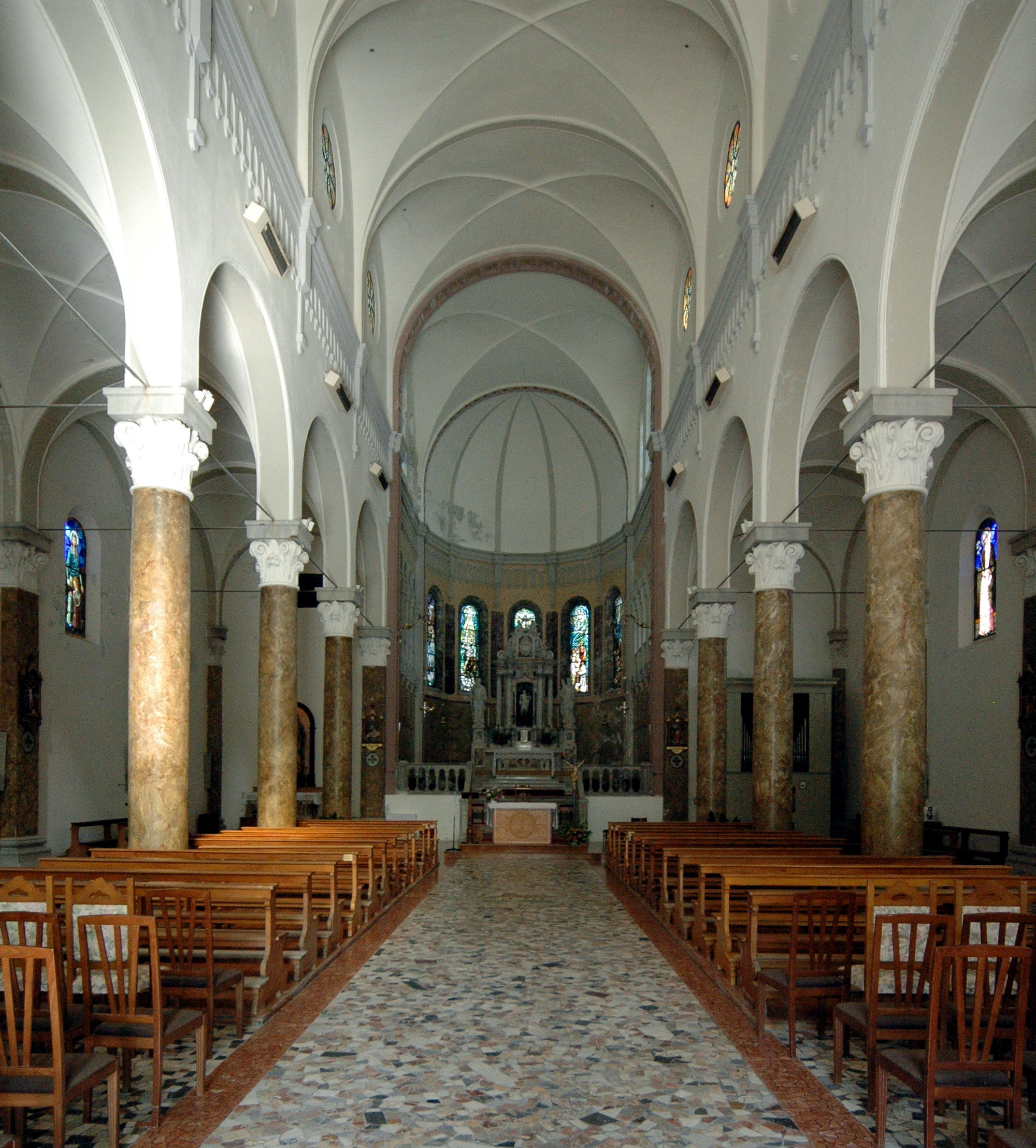
Kirchen-Mittelschiff

Eine weitere Besonderheit ist die Orgel des alten venezianischen Meisters Gaetano Callido mit ausgewogenem Klang und einer dem Bauwerk zu verdankenden hervorragenden Akustik.

### Kirche San Quirino
Die Kirche San Quirino als ältestes Sakralbauwerk in der Pfarre steht auf einer frühgeschichtlichen Nekropole, die in der romanischen Epoche Wiederverwendung fand. Die Kirche wurde 1250 errichtet und im Jahre 1493 von Grund auf renoviert, was man auf einem in die Außenwand eingemauerten Stein, der in gotischer Schrift Errichtungsjahr und Baumeister nennt, nachlesen kann: „Anno Domi(ni) 1493-ma(giste)r Mart(inus) Petr(ich-ic)“. Im Kircheninneren wurden Manufakturwaren aus prähistorischer Zeit entdeckt. Heute ist die Kirche eine Gedenkstätte für die Gefallenen der Kriege.

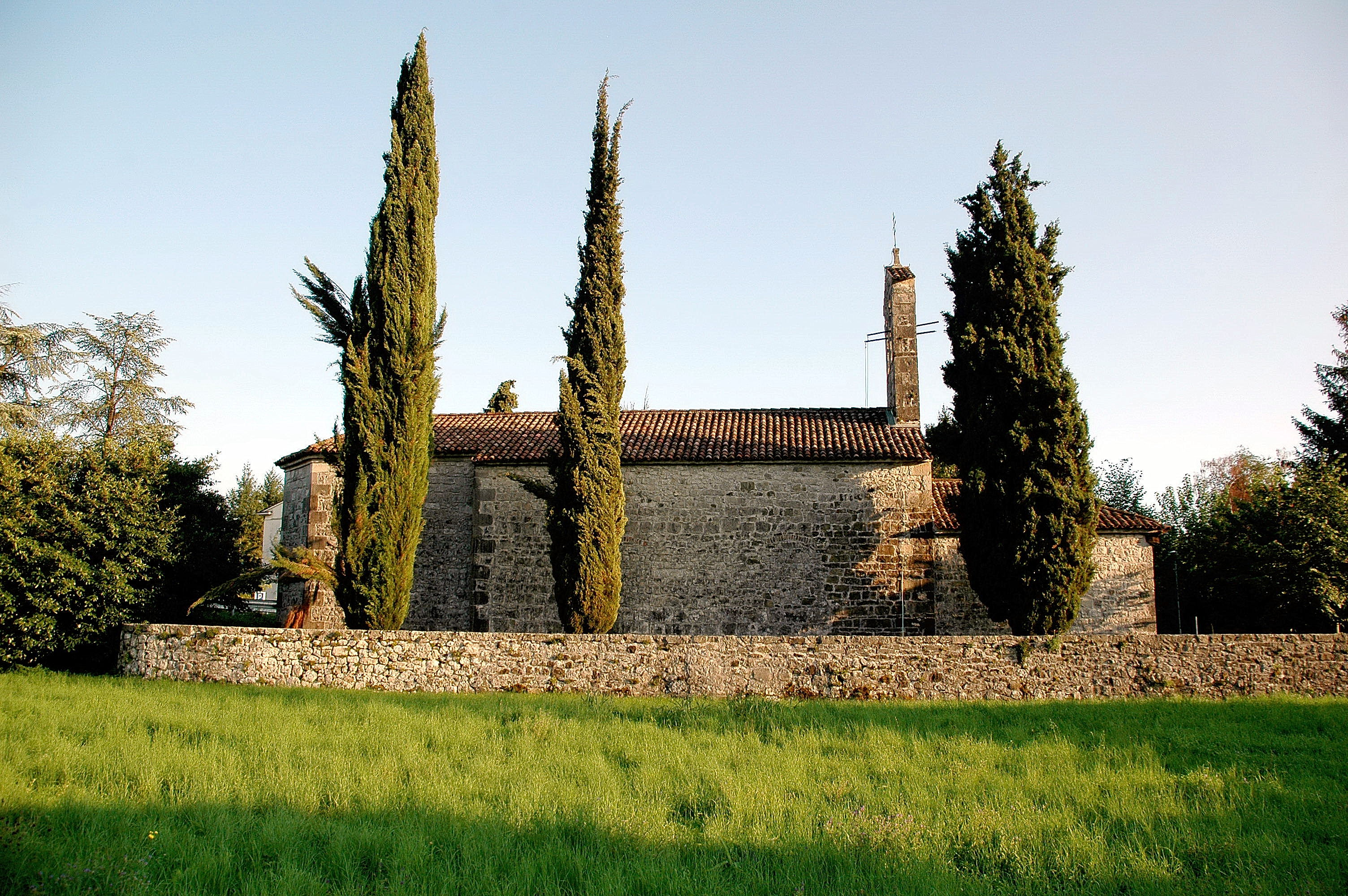
Kirche San Quirino
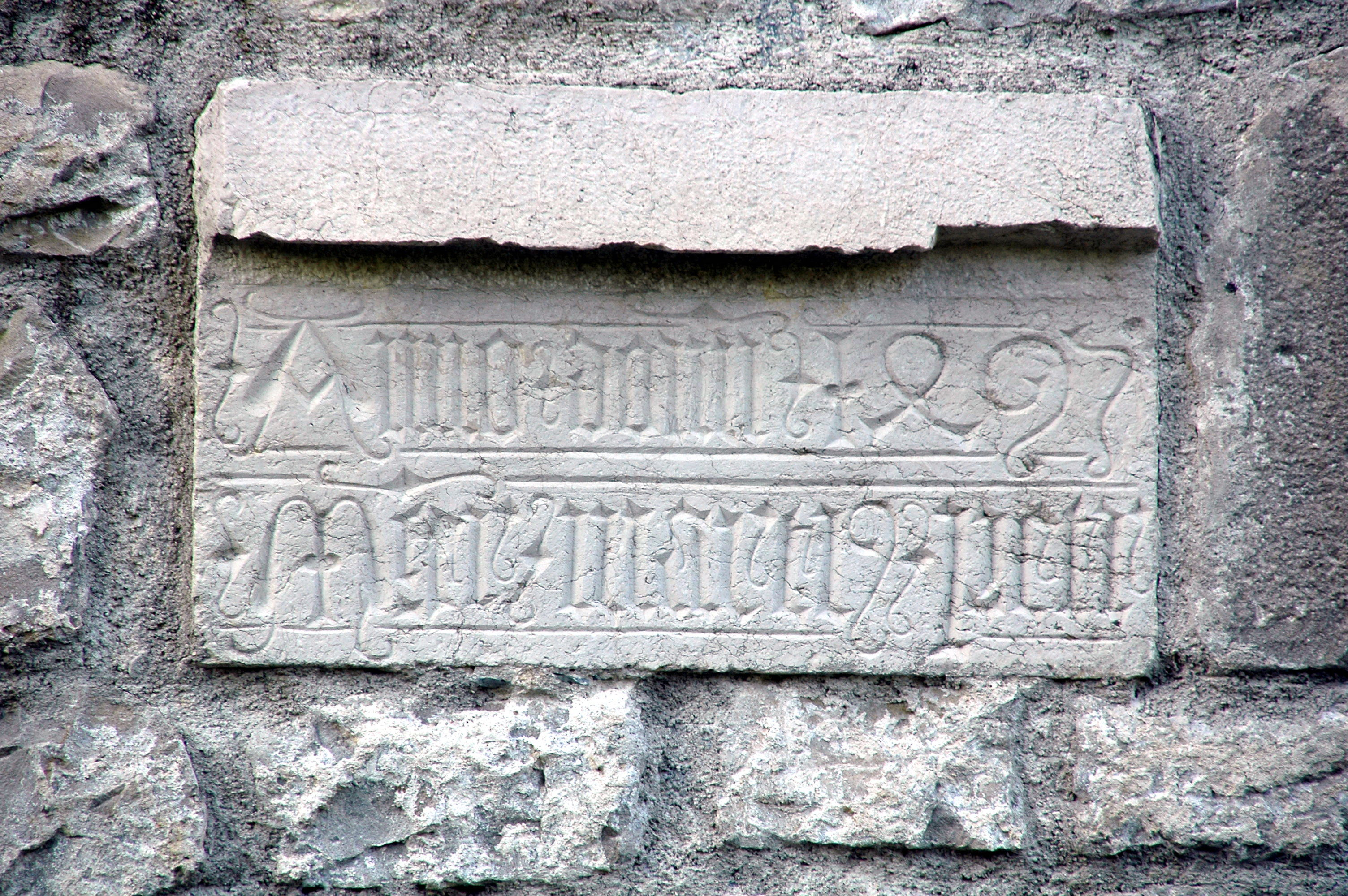
Wandstein mit gotischer Inschrift
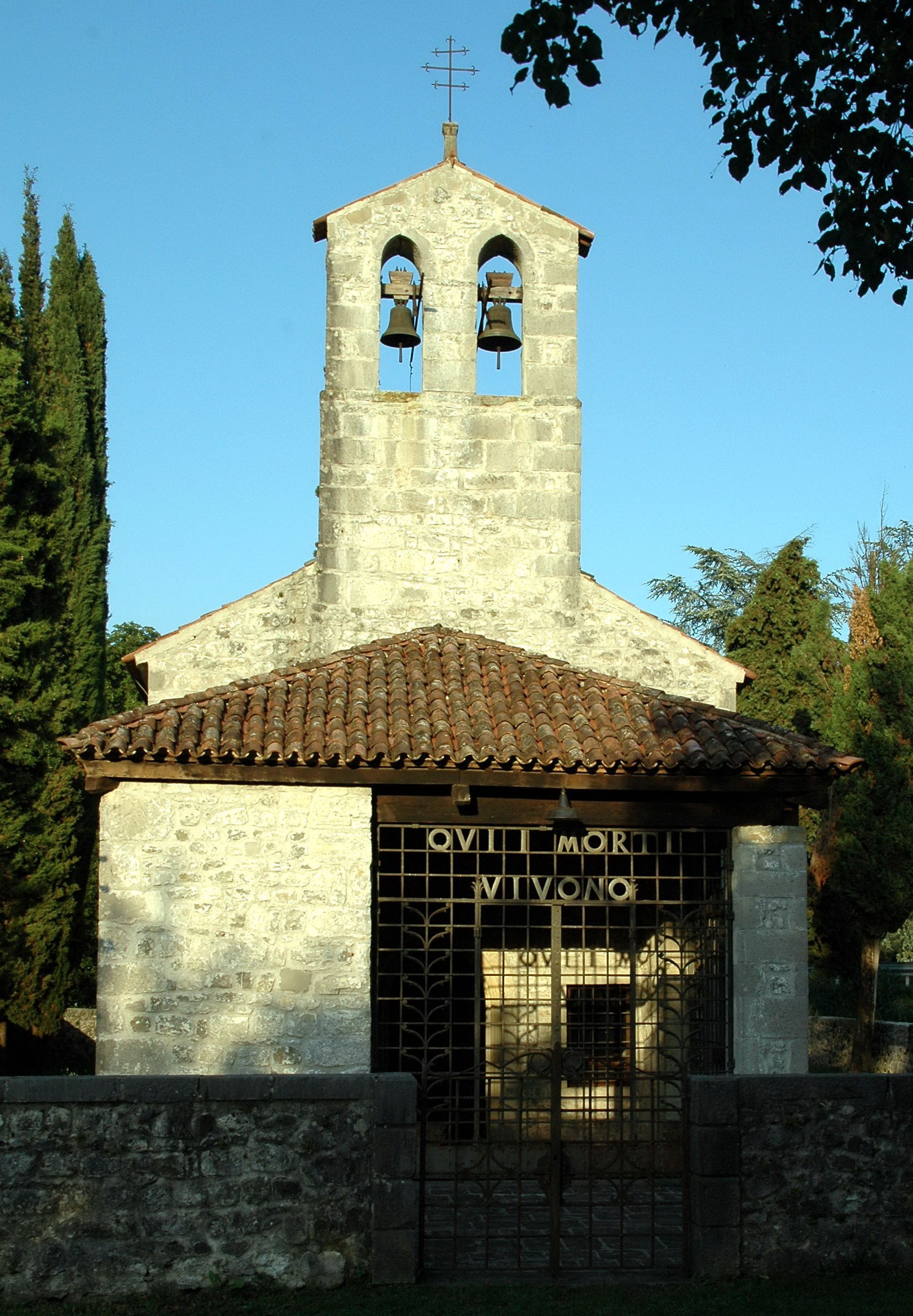
Gedächtnisstätte San Quirino

## Sehenswürdigkeiten im Gemeindegebiet

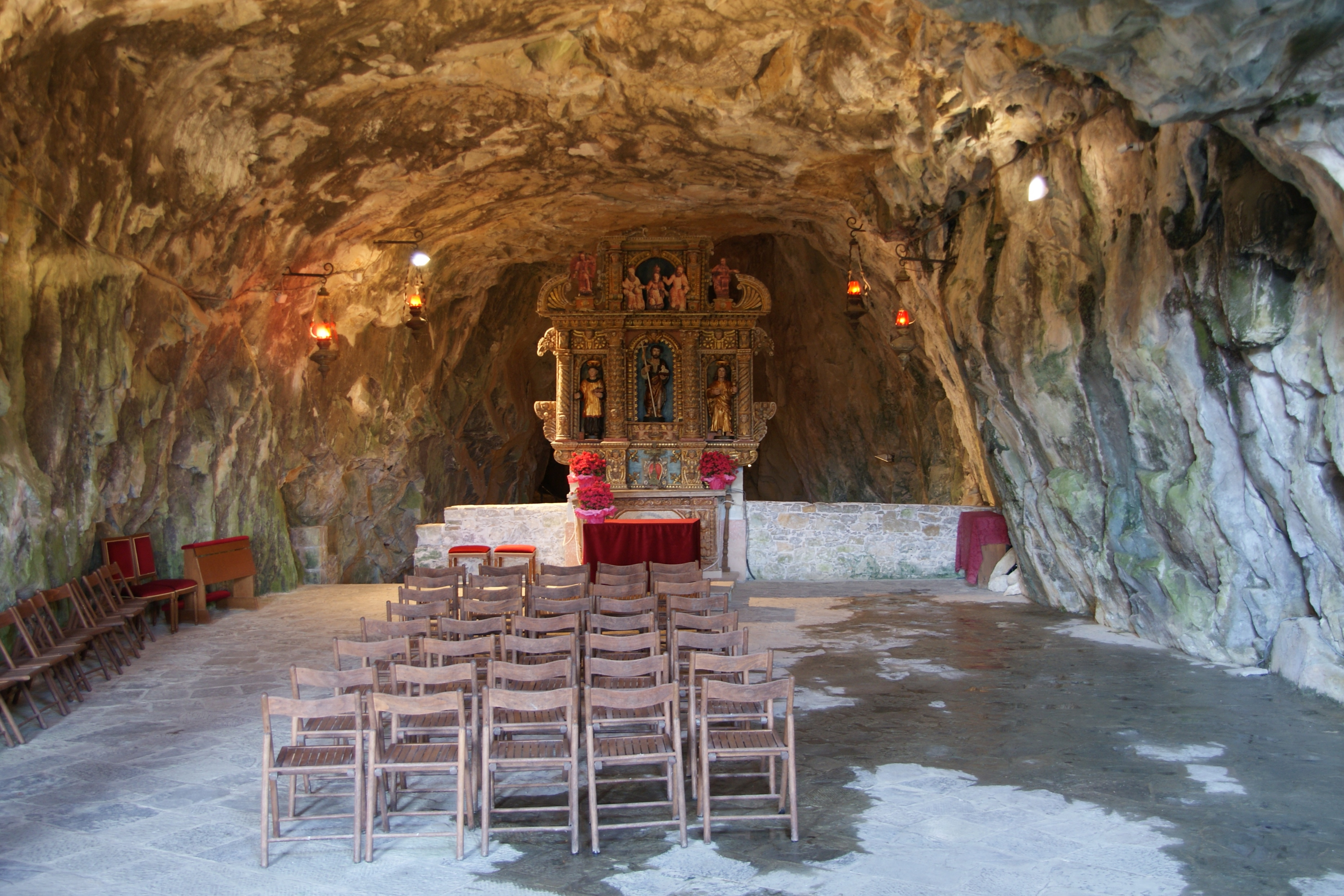
Felsenkapelle San Giovanni in Antro

Die Höhle und die Felsenkapelle San Giovanni in Antro, die man über das Dorf Tiglio erreicht, haben sich die Menschen schon lange zu Nutze gemacht. In der insgesamt 4,5 km langen Grotte hausten dereinst Höhlenbär und Steinzeitjäger, dann diente sie als Fluchtort bei Überfällen in römischen, keltischen und langobardischen Zeiten. Ein Einsiedler namens Diakon Felice soll hier sein frommes, Gott geweihtes Dasein gefristet haben und auch hier begraben worden sein. Das Grabmal mit der Inschrift ist noch heute zu sehen.
Der Grotte, die nur im ersten, zirka 300 m langen Teil zugänglich ist, muss man sich zu Fuß nähern. Der letzte Abschnitt besteht aus 100 Stufen, die zur Felskapelle namens San Giovanni Battista e d´Evangelista am Höhleneingang führen. Sie ist ganz aus dem Fels gehauen, nur für die Frontwand und die Sakristei hat der slowenische Baumeister im Jahre 1477 Wände hochgezogen. Hinter dem Altar öffnet sich der Eingang zur dunklen, oftmals mit Wasser überfluteten Grotte.

## CD-Aufnahmen
- Mauricio Pergelier, Organist: L’Organo di Gaetano Callido, San Pietro al Natisone, Friuli; MP Ediciones, Klagenfurt 2006
- Mauricio Pergelier: Gothic – Music; L`Organo di Gaetano Callido, San Pietro al Natisone, Friuli; MP Ediciones, Klagenfurt 2006